# Покондирена тиква (филм из 1986)
„Покондирена тиква” је југословенски ТВ филм из 1986. године. Режирао га је Здравко Шотра а сценарио је написао Радомир Путник по делу  Јована Стерије Поповића.

## Улоге
| Глумац                 | Улога            |
| ---------------------- | ---------------- |
| Мирјана Карановић      | Фема             |
| Војислав Воја Брајовић | Светозар Ружичић |
| Јелица Сретеновић      | Сара             |
| Петар Божовић          | Митар            |
| Аница Добра            | Евица            |
| Младен Андрејевић      | Василије         |
| Бранимир Брстина       | Јован            |
| Звездана Јакшић        | Анка             |